# Jean-Marc Narbonne

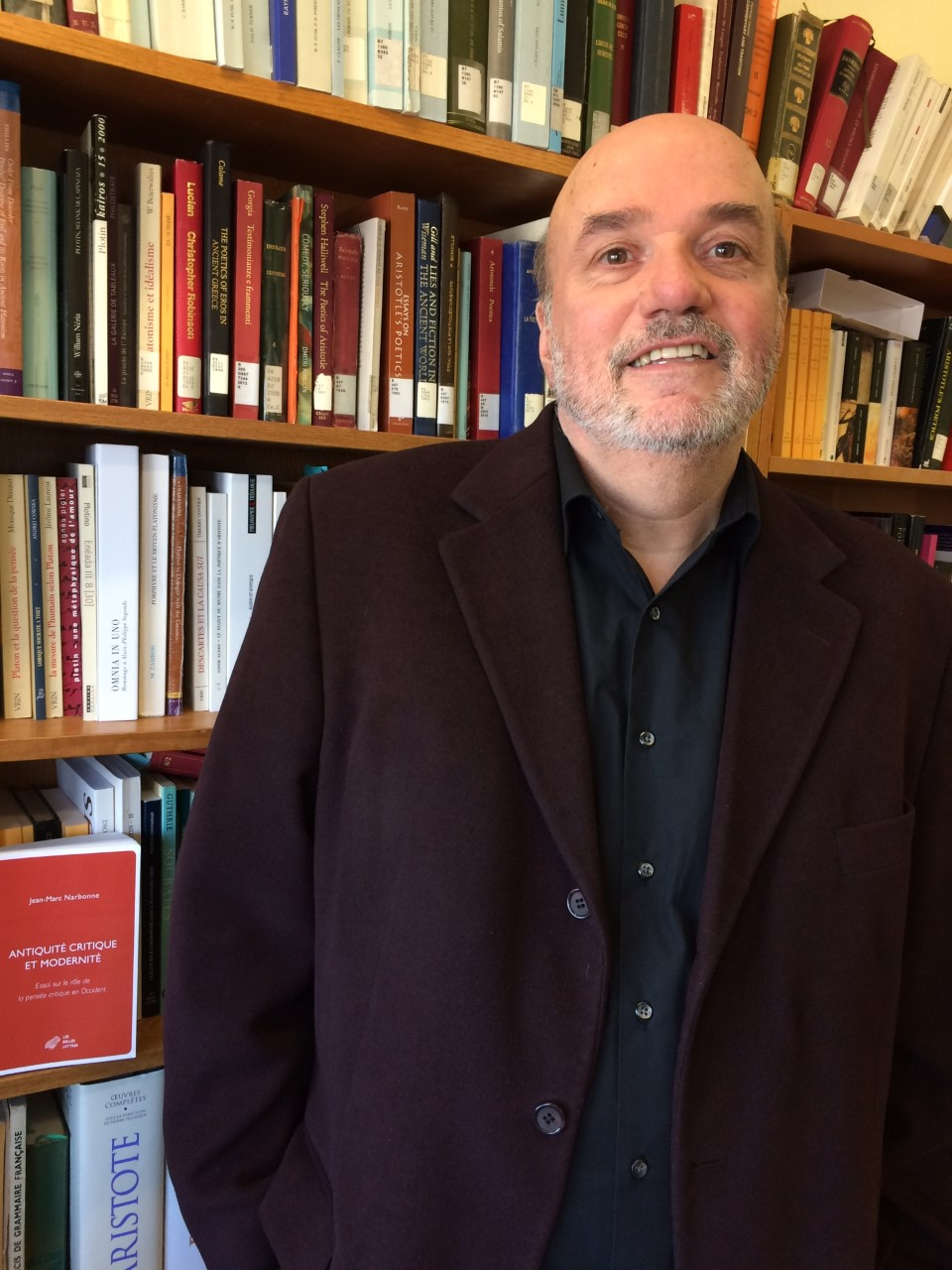
Jean-Marc Narbonne

Jean-Marc Narbonne (* 1957 in Laval, Québec, Kanada) ist ein frankophoner kanadischer Philosoph und Philosophiehistoriker auf dem Gebiet der antiken griechischen Philosophie.

## Leben
Nach einem baccalauréat in Philosophie an der Université du Québec à Montréal (1982)  und einer maîtrise in Vergleichender Literaturwissenschaft an der Universität Montreal (1984) setzte Narbonne seine Studien mit einem diplôme d’études approfondies in Philosophie (1985) und einem doctorat in Philosophie bei dem Philosophiehistoriker Jean Pépin an der Universität Paris IV-Sorbonne (1985) fort. Während seines Aufenthalts in Europa spezialisierte er sich in der Philosophie der Antike mit einem Schwerpunkt auf dem Denken Plotins. Im akademischen Jahr 1988/1989 schloss er ein Postdoc-Studium bei Werner Beierwaltes an der Ludwig-Maximilians-Universität München an. 1990 begann er seine Laufbahn an der Universität Laval als professeur adjoint in antiker Philosophie, um von 1995 an zum professeur agrégé aufzusteigen. Seit 1999 war er schließlich professeur titulaire. Von 1996 bis 2004 war er zudem Dekan der dortigen Fakultät für Philosophie. Von 2015 bis 2022 hatte er die Chaire de recherche du Canada en antiquité critique et modernité émergente (ACMÉ), eine Forschungsprofessur, inne. Er ist nunmehr emeritiert.
Gastprofessuren und Forschungsaufenthalte führten ihn an die Université de Bourgogne (1992–1993), die Université du Québec à Montréal (1993–1994), die École Normale Supérieure, Paris (1994–1995), die Université du Québec à Trois-Rivières (2000), an das Institut Catholique de Paris (2006), die Université Sophia Antipolis, Nizza (2009), die Université de Sao Paulo/Université fédérale de Sao Paulo (2017), die Cambridge University (2018), die École Pratique des Hautes Études, Paris (2019) und die Université de Lyon-III (2022).

## Forschungsschwerpunkte
Narbonne arbeitet zum Neuplatonismus, insbesondere Plotin, zur Wirkungsgeschichte der griechischen Philosophie bei Emmanuel Lévinas und zur Demokratieforschung.

## Auszeichnungen
- 2023 erhielt er den Prix ACFAS André Laurendeau pour les sciences humaines.
- 2018 wurde er in die Société royale du Canada aufgenommen.
- 2017 erhielt er den Prix du livre de philosophie der Association canadienne de philosophie für sein Werk Antiquité critique et modernité.
- In den Jahren 1998–1999, 2000, 2001 und 2023 war er Stipendiat der Alexander-von-Humboldt-Stiftung.
- 1997 wurde er zum chevalier des Ordre des Palmes Académiques ernannt.

## Schriften (Auswahl)
Monographien
- De la métaphysique à l’exigence démocratique. Entretiens avec Jean-Marc Narbonne, par Nicolas Comtois. Pul/Vrin, Québec/Paris 2022.
- Salut gnostique et métaphysique plotinienne. Cinq études, par Jean-Marc Narbonne, Francis Lacroix, Mauricio Pagotto Marsola et Zeke Mazur. Presses de l’Université Laval, Québec 2022.
- Démocratie dans l’Antigone de Sophocle. Une relecture philosophique. Vrin/Pul, Paris/Québec 2020.
- Sagesse cumulative et idéal démocratique chez Aristote. Vrin/Pul, Paris 2020.
- als Herausgeber: L’Esprit critique dans l’antiquité 1 : Critique et licence dans la Grèce antique. Les Belles Lettres, Paris 2019.
- Antiquité critique et modernité. Essai sur le rôle de la pensée critique en Occident. Les Belles Lettres, Paris 2016
- Plotinus in Dialogue with the Gnostics. Brill, Leiden/Boston 2011.
- Lévinas et l’héritage grec. P.U.L./Vrin, Québec/Paris 2004.
  - Englische Übersetzung: Levinas and the Greek Heritage. Peeters, Paris – Dudley, MA 2006.
- Hénologie, Ontologie et Ereignis (Plotin – Proclus – Heidegger). Les Belles Lettres, Paris 2001, 2. Auflage 2014.
- La métaphysique de Plotin. Vrin, Paris 1994, 2., durchgesehene und vermehrte Auflage 2001.
  - Portugiesische Übersetzung: A Metafísica de Plotino. Tradução Mauricio Pagotto Marsola. Paulus, Săo Paulo 2014.

Editionen und Übersetzungen
- Plotin. Les deux matières, Ennéade II, 4 (12). Vrin, Paris 1993.
- Plotin. Traité 25. Cerf, Paris 1998; édition Poche 2001.
- Plotin, Œuvres complètes: Introduction, Traité 1 (I 6) Sur le Beau. Les Belles Lettres, Paris 2012 (in Zusammenarbeit mit L. Ferroni)
- Plotin, Œuvres complètes: Traité 30–33. Les Belles Lettres, Paris 2021 (in Zusammenarbeit mit L. Ferroni)